# Stölting Service Group (Radsportteam)
Stölting Service Group war ein deutsches Straßenradsportteam aus Gelsenkirchen.
Die Ende 2010 gegründete Mannschaft ging seit der Saison 2011 zunächst mit einer Lizenz als Continental Team an den Start und fuhr 2016 als UCI Professional Continental Team. Teammanager der seit 2012 von der Stölting Service Group gesponserten Mannschaft war Christian Große Kreul. Sportliche Leiter waren Jochen Hahn, Gregor Willwohl und André Steensen.
Zu Beginn der Saison 2015 schloss sich das Team dem Mouvement Pour un Cyclisme Crédible an.
Im August 2015 wurde bekanntgegeben, dass die Mannschaft mit dem unter finanziellen Problemen leidenden Professional Continental Team Cult Energy Pro Cycling fusioniert werden sollte. Die Betreibergesellschaft des Team Stölting, Stölting Ruhr-Profi Radteam GmbH, sollte das Management des gemeinsamen Teams übernehmen, welches aus strategischen Gründen als dänisches lizenziert werden sollte. Nachdem die UCI die Mannschaft unter dem Namen Cult Energy-Stölting Group als dänisches Professional Continental Team registrierte, erklärte der dänische Sponsor Cult Energy den Ausstieg aus dem Projekt, da die deutsche Betreibergesellschaft Zahlungen für Material nicht geleistet habe, weswegen Gehälter zum Jahresende nicht hätten ausgezahlt werden können. Die Stölting Ruhr-Profi Radteam GmbH bestritt die Vorwürfe. Am 16. Dezember 2015 wurde mitgeteilt, dass die Mannschaft mit der Stölting Group als alleinigem Hauptsponsor 2016 als Professional Continental Team starten werde. Registriert wurde die Mannschaft schließlich für die Betreiberfirma Stölting Cycling GmbH.
Für die Saison 2017 beantragte der Betreiber keine Lizenz als Professional Continental Team und teilte im Dezember 2016 mit, dass sich die Mannschaft zum Saisonende auflöst, da die Suche nach einem zweiten Hauptsponsor erfolglos blieb und sich der Sponsor vermehrt anderen Sportarten zuwenden wolle.

## Saison 2016

### Erfolge in der UCI Europe Tour
In den Rennen der Saison 2016 der UCI Europe Tour gelangen die nachstehenden Erfolge.
| Datum    | Rennen                   | Kat. | Sieger         |
| -------- | ------------------------ | ---- | -------------- |
| 20. Mai  | 3. Etappe Tour of Norway | 2.HC | Mads Pedersen  |
| 11. Juni | Fyen Rundt               | 1.2  | Mads Pedersen  |
| 12. Juni | GP Horsens               | 1.2  | Alexander Kamp |

### Erfolge bei den Nationalen Straßen-Radsportmeisterschaften
In den Rennen zu den Nationalen Straßen-Radsportmeisterschaften 2016 gelangen die nachstehenden Erfolge.
| Datum    | Rennen                                       | Sieger         |
| -------- | -------------------------------------------- | -------------- |
| 26. Juni | Dänische Meisterschaft – Straßenrennen       | Alexander Kamp |
| 26. Juni | Dänische Meisterschaft – Straßenrennen (U23) | Mads Pedersen  |

### Abgänge – Zugänge
| Zugänge                   | Team 2015               | Abgänge          | Team 2016            |
| ------------------------- | ----------------------- | ---------------- | -------------------- |
| Michael Carbel Svendgaard | Cult Energy Pro Cycling | Moritz Backofen  | Team Lotto–Kern Haus |
| Gerald Ciolek             | MTN-Qhubeka             | James Early      |                      |
| Linus Gerdemann           | Cult Energy Pro Cycling | Arne Egner       |                      |
| Rasmus Guldhammer         | Cult Energy Pro Cycling | Nako Georgiev    |                      |
| Alexander Kamp            | Team ColoQuick          | Silvio Herklotz  | Bora-Argon 18        |
| Alex Kirsch               | Cult Energy Pro Cycling | Jan Oelerich     |                      |
| Romain Lemarchand         | Cult Energy Pro Cycling | Nils Politt      | Team Katusha         |
| Christian Mager           | Cult Energy Pro Cycling | Manuel Porzner   | Team Vorarlberg      |
| Lasse Norman Hansen       | Team Cannondale-Garmin  | Ole Quast        |                      |
| Mads Pedersen             | Cult Energy Pro Cycling | Til Schuster     |                      |
| Rasmus Quaade             | Cult Energy Pro Cycling | Maximilian Werda |                      |
| Michael Reihs             | Cult Energy Pro Cycling |                  |                      |
| Fabian Wegmann            | Cult Energy Pro Cycling |                  |                      |

### Mannschaft
| Teamkader 2016                                     | Teamkader 2016     | Teamkader 2016 | Teamkader 2016           |
| Name                                               | Geburtsdatum       | Land           | Vorheriges Team          |
| -------------------------------------------------- | ------------------ | -------------- | ------------------------ |
| Michael Carbel                                     | 7. Februar 1995    | Dänemark       |                          |
| Gerald Ciolek                                      | 19. September 1986 | Deutschland    | MTN-Qhubeka (2015)       |
| Linus Gerdemann                                    | 16. September 1982 | Deutschland    | Cult Energy (2015)       |
| Rasmus Guldhammer                                  | 9. März 1989       | Dänemark       | Cult Energy (2015)       |
| Lasse Norman Leth                                  | 11. Februar 1992   | Dänemark       | Cannondale-Garmin (2015) |
| Lennard Kämna                                      | 9. September 1996  | Deutschland    | RSC Cottbus (2014)       |
| Alexander Kamp                                     | 14. Dezember 1993  | Dänemark       | ColoQuick (2015)         |
| Thomas Koep                                        | 15. September 1990 | Deutschland    |                          |
| Alex Kirsch                                        | 12. Juni 1992      | Luxemburg      | Cult Energy (2015)       |
| Romain Lemarchand                                  | 26. Juli 1987      | Frankreich     | Cult Energy (2015)       |
| Christian Mager                                    | 8. April 1992      | Deutschland    | Cult Energy (2015)       |
| Mads Pedersen                                      | 18. Dezember 1995  | Dänemark       | Cult Energy (2015)       |
| Rasmus Christian Quaade                            | 7. Januar 1990     | Dänemark       | Cult Energy (2015)       |
| Michael Reihs                                      | 25. April 1979     | Dänemark       | Cult Energy (2015)       |
| Sven Reutter                                       | 13. August 1996    | Deutschland    |                          |
| Jonas Tenbrock                                     | 16. Dezember 1995  | Deutschland    |                          |
| Fabian Wegmann                                     | 20. Juni 1980      | Deutschland    | Cult Energy (2015)       |
| Moritz Backofen (1. Aug.–31. Dez., Stagiaire)      | 21. März 1995      | Deutschland    |                          |
| Alexander Weifenbach (1. Aug.–31. Dez., Stagiaire) | 2. Dezember 1990   | Deutschland    |                          |
| Willi Willwohl (1. Aug.–31. Dez., Stagiaire)       | 31. August 1994    | Deutschland    |                          |
|                                                    |                    |                |                          |
| Quellen: ProCyclingStats Cycling Archives          |                    |                |                          |

Anmerkung: Michael Carbel

## Platzierungen in UCI-Ranglisten
UCI Africa Tour
| Saison    | Mannschaftswertung | Fahrerwertung               |
| --------- | ------------------ | --------------------------- |
| 2011      | 18.                | Abdelbasset Hannachi (128.) |
| 2012-2015 | –                  | –                           |

UCI America Tour
| Saison    | Mannschaftswertung | Fahrerwertung              |
| --------- | ------------------ | -------------------------- |
| 2011-2013 | –                  | –                          |
| 2014      | 42.                | Frederik Dombrowski (241.) |
| 2015      | 38.                | Lennard Kämna (172.)       |

UCI Asia Tour
| Saison    | Mannschaftswertung | Fahrerwertung        |
| --------- | ------------------ | -------------------- |
| 2011-2013 | –                  | –                    |
| 2014      | 58.                | Jan Dieteren (113.)  |
| 2015      | -                  | -                    |
| 2016      | 44.                | Lennard Kämna (136.) |

UCI Europe Tour
| Saison | Mannschaftswertung | Fahrerwertung          |
| ------ | ------------------ | ---------------------- |
| 2011   | 93.                | Thomas Koep (441.)     |
| 2012   | 86.                | Jesper Asselman (387.) |
| 2013   | 42.                | Silvio Herklotz (29.)  |
| 2014   | 18.                | Phil Bauhaus (26.)     |
| 2015   | 58.                | Silvio Herklotz (184.) |
| 2016   | 21.                | Alex Kirsch (144.)     |